# Alemania Federal en la Copa Mundial de Fútbol de 1966
La Selección de fútbol de Alemania Federal fue una de las 16 equipos participantes de la Copa Mundial de Fútbol de 1966, que se realizó en Inglaterra. Resultó subcampeona tras perder la final 4:2 ante la antifriona Inglaterra, una de las finales más recordadas de la historia, debido al polémico gol fantasma del inglés Hurst, que marcaba el 3:2 y le daba ventaja a los organizadores.

## Clasificación

### Grupo 2
| Equipo           | Pts | PJ | PG | PE | PP | GF | GC | Dif |
| ---------------- | --- | -- | -- | -- | -- | -- | -- | --- |
| Alemania Federal | 7   | 4  | 3  | 1  | 0  | 14 | 2  | 12  |
| Suecia           | 5   | 4  | 2  | 1  | 1  | 10 | 3  | 7   |
| Chipre           | 0   | 4  | 0  | 0  | 4  | 0  | 19 | -19 |

| Fecha                    | Lugar             |                  |                   | Resultado |                   |                  |
| ------------------------ | ----------------- | ---------------- | ----------------- | --------- | ----------------- | ---------------- |
| 4 de noviembre de 1964   | Berlín Occidental | Alemania Federal |                   | 1:1 (1:0) |                   | Suecia           |
| 24 de abril de 1965      | Karlsruhe         | Alemania Federal |                   | 5:0 (3:0) | Bandera de Chipre | Chipre           |
| 26 de septiembre de 1965 | Estocolmo         | Suecia           |                   | 1:2 (1:1) |                   | Alemania Federal |
| 14 de noviembre de 1965  | Nicosia           | Chipre           | Bandera de Chipre | 0:6 (0:2) |                   | Alemania Federal |

### Goleadores
| Jugador              | Goles | Minutos | PJ |
| Rudolf Brunnenmeier  | 3     | 270     | 3  |
| -------------------- | ----- | ------- | -- |
| Klaus-Dieter Sieloff | 2     | 180     | 2  |
| Werner Krämer        | 2     | 180     | 2  |
| Wolfgang Overath     | 2     | 180     | 2  |
| Alfred Heiß          | 1     | 90      | 1  |
| Heinz Strehl         | 1     | 90      | 1  |
| Uwe Seeler           | 1     | 180     | 2  |
| Horst Szymaniak      | 1     | 270     | 3  |

## Jugadores
Estos son los 22 jugadores convocados para el torneo, que junto a España, fueron las únicas selecciones en convocar jugadores provenientes de ligas extranjeras:

## Participación

### Grupo B
| Equipo           | Pts | PJ | PG | PE | PP | GF | GC | Dif |
| ---------------- | --- | -- | -- | -- | -- | -- | -- | --- |
| Alemania Federal | 5   | 3  | 2  | 1  | 0  | 7  | 1  | 6   |
| Argentina        | 5   | 3  | 2  | 1  | 0  | 4  | 1  | 3   |
| España           | 2   | 3  | 1  | 0  | 2  | 4  | 5  | -1  |
| Suiza            | 0   | 3  | 0  | 0  | 3  | 1  | 9  | -8  |

| 12 de julio de 1966, 19:30 | Alemania Federal                                       | 5:0 (3:0) | Suiza | Estadio Hillsborough, Sheffield                           |                                                           |
|                            | Held 15' · Haller 20' 77' (pen.) · Beckenbauer 39' 52' | Reporte   |       | Asistencia: 36 127 espectadores Árbitro(s): Hugh Phillips | Asistencia: 36 127 espectadores Árbitro(s): Hugh Phillips |

| 16 de julio de 1966, 15:00 | Alemania Federal | 0:0     | Argentina | Villa Park, Birmingham                                         |                                                                |
|                            |                  | Reporte |           | Asistencia: 46 587 espectadores Árbitro(s): Konstantin Zecevic | Asistencia: 46 587 espectadores Árbitro(s): Konstantin Zecevic |

| 20 de julio de 1966, 19:30 | Alemania Federal          | 2:1 (1:1) | España    | Villa Park, Birmingham                                      |                                                             |
|                            | Emmerich 38' · Seeler 84' | Reporte   | Fusté 22' | Asistencia: 42 187 espectadores Árbitro(s): Armando Marques | Asistencia: 42 187 espectadores Árbitro(s): Armando Marques |

### Cuartos de final
| 23 de julio de 1966, 15:00 | Alemania Federal                              | 4:0 (1:0) | Uruguay | Estadio Hillsborough, Sheffield                          |                                                          |
|                            | Haller 11' 83' · Beckenbauer 70' · Seeler 75' | Reporte   |         | Asistencia: 40 007 espectadores Árbitro(s): James Finney | Asistencia: 40 007 espectadores Árbitro(s): James Finney |

### Semifinales
| 25 de julio de 1966, 19:30 | Alemania Federal             | 2:1 (1:0) | Unión Soviética | Goodison Park, Liverpool                                      |                                                               |
|                            | Haller 43' · Beckenbauer 67' | Reporte   | Porkujan 88'    | Asistencia: 38 273 espectadores Árbitro(s): Concetto lo Bello | Asistencia: 38 273 espectadores Árbitro(s): Concetto lo Bello |

### Final
| 30 de julio de 1966, 15:00 | Inglaterra                       | 4:2 (1:1) (t. s.) | Alemania Federal       | Estadio de Wembley, Londres                                  |                                                              |
| | Hurst 18' 101' 120' · Peters 78' | Reporte           | Haller 12' · Weber 89' | Asistencia: 96 924 espectadores Árbitro(s): Gottfried Dienst | Asistencia: 96 924 espectadores Árbitro(s): Gottfried Dienst |
| Geoff Hurst es el primer jugador en la historia en anotar un hattrick o tripleta en una final de copa del mundo. Fue el único hasta la Final de la Copa del Mundo 2022, donde Kylian Mbappé repetiría la hazaña. |                                  |                   |                        |                                                              |                                                              |

## Estadísticas
| Equipo | Equipo           | Pts | PJ | PG | PE | PP | GF | GC | Dif | Rend  |
| ------ | ---------------- | --- | -- | -- | -- | -- | -- | -- | --- | ----- |
| 1      | Inglaterra       | 11  | 6  | 5  | 1  | 0  | 11 | 3  | 8   | 91,7% |
| 2      | Alemania Federal | 9   | 6  | 4  | 1  | 1  | 15 | 6  | 9   | 75%   |
| 3      | Portugal         | 10  | 6  | 5  | 0  | 1  | 17 | 8  | 9   | 83,3% |

### Goleadores
| Jugador           | Goles | PJ |
| Helmut Haller     | 6     | 5  |
| ----------------- | ----- | -- |
| Franz Beckenbauer | 4     | 6  |
| Uwe Seeler        | 2     | 6  |
| Lothar Emmerich   | 1     | 4  |
| Sigfried Held     | 1     | 6  |
| Wolfgang Weber    | 1     | 6  |